# Ebelio Ordóñez
Ebelio Agustín Ordóñez Martínez (ur. 3 listopada 1973 w Esmeraldas) – ekwadorski piłkarz występujący na pozycji napastnika.

## Kariera klubowa
Ordóñez karierę rozpoczynał w 1993 roku w zespole 9 de Octubre. Spędził tam jeden sezon. Następnie grał w drużynach Panamá SC oraz Técnico Universitario. W 1997 roku trafił do El Nacional. W latach 1999, 2000 oraz 2001 wywalczył z nim wicemistrzostwo Ekwadoru. W El Nacional grał do końca sezonu 2004.
W 2005 roku Ordóñez wyjechał do Chin, by grać w tamtejszym Shanghai Jiucheng z China League One. Jednak jeszcze w tym samym roku wrócił do Ekwadoru, gdzie został graczem Emeleku. Jego barwy reprezentował do końca sezonu 2005.
W 2006 roku Ordóñez ponownie przeszedł do El Nacional. W tym samym roku zdobył z nim mistrzostwo Ekwadoru. Tym razem w El Nacional spędził 2 sezony. W 2008 roku odszedł do Deportivo Quito, z którym w tym samym roku wywalczył mistrzostwo Ekwadoru. Po tym sukcesie przeniósł się do paragwajskiego Club Olimpia, jednak w trakcie sezonu 2009 wrócił do Deportivo Quito i zdobył z nim kolejne mistrzostwo Ekwadoru.
Sezon 2010 spędził w SD Aucas, a potem zakończył karierę.

## Kariera reprezentacyjna
W reprezentacji Ekwadoru Ordóñez zadebiutował w 1996 roku. W 2001 roku znalazł się w drużynie na turniej Copa América. Na tamtym turnieju, zakończonym przez Ekwador na fazie grupowej, wystąpił tylko w spotkaniu z Chile (1:4).
W 2004 roku Ordóñez ponownie został powołany do kadry na Copa América. Zagrał na nim w meczach z Argentyną (1:6) oraz Urugwajem (1:2), a Ekwador odpadł z turnieju po fazie grupowej.
W latach 1996–2007 w drużynie narodowej Ordóñez rozegrał łącznie 19 spotkań i zdobył 1 bramkę.